# Thecla purpurantes
Thecla purpurantes är en fjärilsart som beskrevs av Druce 1907. Thecla purpurantes ingår i släktet Thecla och familjen juvelvingar. Inga underarter finns listade i Catalogue of Life.